# IEEE 1471
IEEE 1471는 소프트웨어 구조에 대한 기술(記述)을 규정한 IEEE 표준이다. "ISO/IEC 42010, 시스템과 소프트웨어 공학 - 구조 기술"에 의해 대체되었다.

## 개요
IEEE 1471은 공식적으로 ANSI/IEEE 1471-2000(소프트웨어 집약 시스템의 아키텍처 설명에 대한 권장 사례)으로 알려진 표준의 짧은 이름이다. IEEE(Institute of Electrical and Electronics Engineers) 용어 내에서 이는 해당 표준 중 가장 덜 규범적인 "권장 사례"이다. 2007년에 이 표준은 ISO/IEC JTC1/SC7에 의해 ISO/IEC 42010:2007, 시스템 및 소프트웨어 엔지니어링 - 소프트웨어 집약 시스템의 아키텍처 설명을 위한 권장 관행으로 채택되었다.
"아키텍처"가 시스템의 수명주기에 큰 영향을 미친다는 것은 오랫동안 인식되어 왔다. 그러나 비교적 최근까지 하드웨어 문제가 아키텍처적 사고를 지배하는 경향이 있었고, 전체적으로 고려했을 때 소프트웨어 측면이 개발 압력으로 인해 가장 먼저 손상되는 경우가 많았다. IEEE 1471은 소프트웨어 집약적인 시스템의 아키텍처에 대한 사고의 기반을 제공하기 위해 만들어졌다.
IEEE 1471의 기여는 다음과 같이 요약될 수 있다. 이 목록에서 기울임꼴 항목은 표준에서 정의되고 사용되는 용어이다.
- 아키텍처 설명에 대한 정의와 메타모델을 제공한다.
- 아키텍처는 시스템 이해관계자의 우려 사항을 해결해야 한다고 명시되어 있다.
- 아키텍처 설명은 본질적으로 다중 뷰이므로 모든 이해 관계자의 우려 사항을 적절하게 포착하는 단일 뷰는 없다고 주장한다.
- 관점과 관점의 개념을 지정한다. 여기서 관점은 우려 사항 집합과 이러한 우려 사항을 해결하기 위해 아키텍처를 설명하는 데 사용되는 표현/모델링 기술 등을 식별하며, 관점은 특정 시스템에 관점을 적용한 결과이다. .
- 아키텍처 설명에 대한 내용 요구 사항과 적합한 아키텍처 설명이 관점과 보기 사이에 일대일 대응을 갖는다는 아이디어를 설정한다.
- 아키텍처 설명 내 뷰 간의 아키텍처 이론적 근거를 캡처하고 불일치/해결되지 않은 문제를 식별하기 위한 지침을 제공한다.

IEEE 1471은 해당 개념을 RM-ODP 및 IEEE 12207을 포함한 다른 표준의 아키텍처 개념과 연관시키는 유용한 부록을 제공한다.

## 같이 보기
- 소프트웨어 구조